# Leo Königsberger
Leo Königsberger, född den 15 oktober 1837 i Posen, död den 15 december 1921 i Heidelberg, var en tysk matematiker och vetenskapshistoriker.  Han är känd för sin trebandsbiografi över Hermann von Helmholtz, som ännu betraktas som ett standardverk.

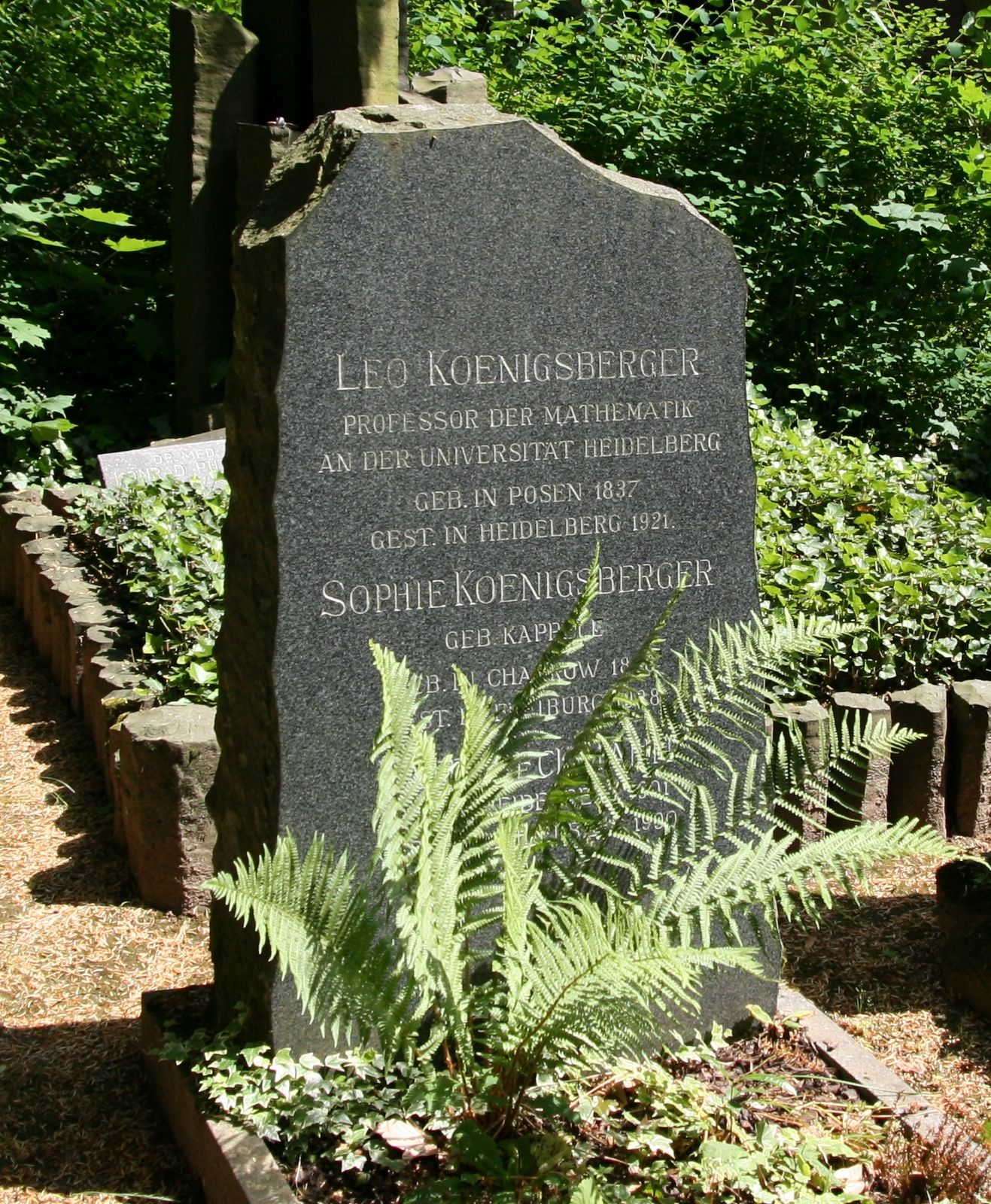
Königsbergers grav i Heidelberg.

Königsberger studerade vid universitetet i Berlin under Karl Weierstrass och undervisade där i matematik och fysik (1860–64). Han var sedan verksam vid universitetet i Greifswald (extra ordinarie professor 1864–66, ordinarie professor 1866–69), universitetet i Heidelberg (1869–75), Polytechnikum i Dresden (1875–77) och universitetet i Wien (1877–84) innan han återvände till Heidelberg 1884. Han stannade där till sin emeritering 1914. År 1919 utgav han sin självbiografi, Mein Leben. Biografin över Helmholtz utgavs 1902–03. Han skrev också en levnadsteckning över Carl Gustav Jacob Jacobi. Königsbergers egen forskning behandlade främst elliptiska funktioner och differentialekvationer.  Han arbetade nära ungdomsvännen Lazarus Fuchs. Till hans lärjungar hörde Karl Bopp, Jakob Horn, Edmund Husserl, Gyula Kőnig, Georg Alexander Pick, Alfred Pringsheim och Max Wolf.